# Alfred Andersson (målare)

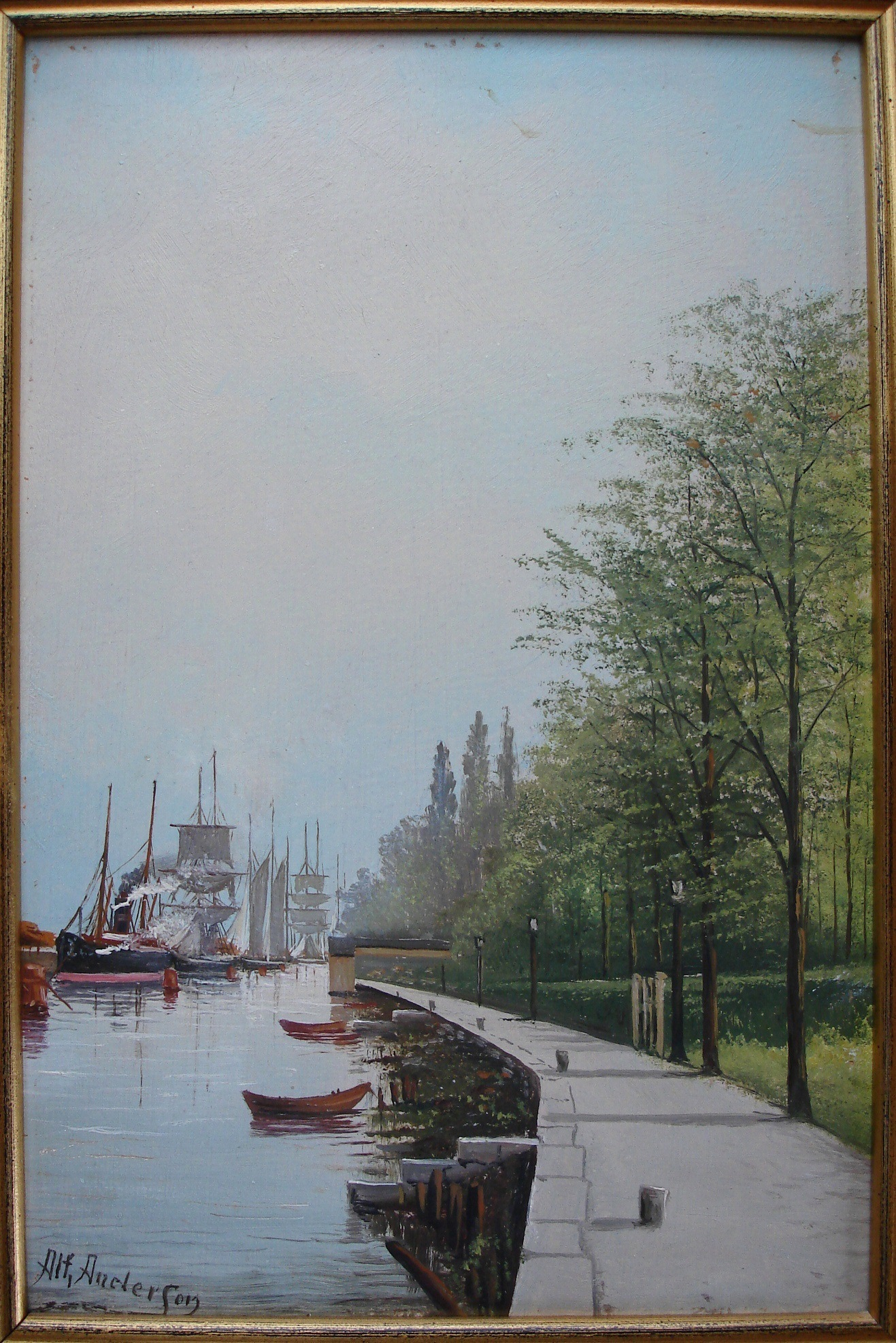
Oljemålning, Dragvägen Halmstad

Alfred Andersson, född 1848 Enslövs socken, Halland, död 26 augusti 1906 i Halmstad , var en svensk målare, verksam i Halmstad.
Alfred Anderssons familj flyttade när han var två till Halmstad och tio år gammal började Andersson som spinnpojke vid Slottsmöllans väveri. År 1864 kom han som lärling till Gernandts tryckeri. Han intresserade sig för måleri och blev målarlärling och kom som gesäll till målarmästare Alin i Göteborg. Han återvände till Halmstad och arbetade som målare både enskilt och tillsammans med andra. Han målade i Slöinge kyrka, på Mostorp hos von Segebaden samt på teatern i Halmstad. Han arbetade som kringresande kulissmålare en tid. 1878 gifte han sig med Johanna Beata Nilsdotter från Eldsberga. Paret bosatte sig i Halmstad. Alfred Andersson arbetade senare hos olika målarmästare i Halmstad.
Alfred Andersson var också tavelmålare. Motiven var hämtade från trakten: Norre Port, Dragvägen och Halmstads slott. Han målade även landskap, Västra stranden, Snöstorps gamla kyrka och Tullbron i Falkenberg. Han målade även ett par båtsalonger och panelfyllningar. Vid några tillfällen målade han tillsammans med Severin Nilsson. Under arbete vid fyren i Halmstad föll han och skadade sig svårt. Han fortsatte att måla dekorationer och tavlor till sin död 1906. Hans tavlor har prytt både privata hem och offentliga byggnader. Alfred Andersson är representerad på Hallands konstmuseum och på Halmstads kommun. Sonen Karl Olof Andersson gick i faderns fotspår som dekorations- och tavelmålare.